# Нондолтон (Аляска)
Нондолтон (англ. Nondalton) — місто (англ. city) в США, в окрузі Лейк-енд-Пенінсула штату Аляска. Населення — 133 особи (2020).
За оцінкою 2012 року в Нондолтоні проживало 167 осіб: 81 чоловіків і 86 жінок, середній вік жителя — 28,8 років. Походження предків: німці — 20,4 %, норвежці — 18,1 %, голландці — 1,5 %, англійці — 1,2 %.

## Історія
Слово нондолтон у перекладі з мови танаіна означає «озеро за озером», оскільки поселення розташоване на березі одного з озер, витягнутих в ланцюжок. Перша згадка про цей населений пункт відноситься до 1909 року, тоді село розташовувалася на північному березі озера Сікс-Майл, але 1940 року воно «переїхало» на 5 кілометрів у зв'язку з виснаженням запасів деревини та зростанням грязьових пластів, і наразі Нондолтон стоїть на південно-західному березі цього озера. 18 травня 1971 поселення отримало статус міста (city). До XXI століття в місті з'явились універсальний магазин, поштове відділення (працює з 1938 року), школа, клініка, московська церква, завод з очищення води, майже всі будинки забезпечені електрикою та телефонним зв'язком. Мешканці міста виступають проти проекту «галькової шахти», яка може погіршити екологію їхнього регіону.

## Географія
Нондолтон розташоване на південно-західному березі озера Сікс-Майл за 23 кілометри на північ від озера Іліамна — найбільшого озера Аляски та восьмого за розміром у США. Нондолтон обслуговує однойменний аеропорт, автомобільних доріг до міста не прокладено.
Нондолтон розташований за координатами 59°58′36″ пн. ш. 154°51′50″ зх. д. / 59.97667° пн. ш. 154.86389° зх. д. (59.976557, -154.863921). За даними Бюро перепису населення США в 2010 році місто мало площу 22,78 км², з яких 21,27 км² — суходіл та 1,51 км² — водойми. В 2017 році площа становила 18,23 км², з яких 17,51 км² — суходіл та 0,72 км² — водойми.

## Демографія

### Перепис 2010
Згідно з переписом 2010 року, у місті мешкали 164 особи в 57 домогосподарствах у складі 42 родин. Густота населення становила 7 осіб/км². Було 94 помешкання (4/км²).
Расовий склад населення:
| - 63,4 % — корінних американців - 15,9 % — білих |

До двох чи більше рас належало 20,7 %. Частка іспаномовних становила 0,0 % від усіх жителів.
За віковим діапазоном населення розподілялося таким чином: 31,1 % — особи молодші 18 років, 62,8 % — особи у віці 18—64 років, 6,1 % — особи у віці 65 років та старші. Медіана віку мешканця становила 28,8 року. На 100 осіб жіночої статі у місті припадало 95,2 чоловіків; на 100 жінок у віці від 18 років та старших — 109,3 чоловіків також старших 18 років.
Середній дохід на одне домашнє господарство становив 41 172 долари США (медіана — 30 833), а середній дохід на одну сім'ю — 41 404 долари (медіана — 36 250). За межею бідності перебувало 39,6 % осіб, у тому числі 57,4 % дітей у віці до 18 років та 11,1 % осіб у віці 65 років та старших.
Цивільне працевлаштоване населення становило 68 осіб. Основні галузі зайнятості: публічна адміністрація — 32,4 %, освіта, охорона здоров'я та соціальна допомога — 30,9 %, будівництво — 13,2 %, транспорт — 10,3 %.

### Перепис 2000
За переписом 2000 року в Нондолтоні проживав 221 особа (68 домогосподарств, 49 сімей). Расовий склад: білі — 9,5 %, корінні американці — 89,14 % (тому продаж алкоголю в місті заборонений), уродженці тихоокеанських островів, включаючи Гаваї — 0,45 % (1 особа), змішані раси — 0,9 % (2 людини), латиноамериканці (будь-якоі раси) — 0,45 % (1 особа).

39,8 % мешканців були молодше 18 років, 7,7 % — у віці від 18 до 24 років, 29,9 % — від 25 до 44 років, 14,9 % — від 45 до 64 років і 7,7 % мешканців були старше 64 років. Середній вік мешканця — 28 років. На 100 жінок припадало 121 чоловік, при цьому на 100 повнолітніх жінок припадало 133,3 повнолітніх чоловіків.

Середній дохід на сім'ю становив 20 694 доларів на рік, дохід на душу населення — 8411 доларів на рік, 37,3 % сімей та 45,4 % населення жили за межею бідності, з них 51,7 % були неповнолітніми і 39,1 % пенсіонерами.